# 刘家祠堂 (宁波)
29°59′13.4″N 121°26′38.3″E / 29.987056°N 121.443972°E
刘家祠堂是浙江省宁波市江北区慈城镇的一座明代祠堂。建筑位于慈城镇民族路刘家弄3号，为明代慈溪县刘姓大族祠堂。建筑坐北朝南，占地面积213平方米，硬山顶，面阔三间深九界，抬梁穿斗式结构，内部东北角山墙边砌有嘉靖九年（1530年）“遵奉宪示永保祀产并免值役碑记”一方。建筑1986年成为江北区文物保护单位，1997年8月成为浙江省文物保护单位。